# Municipalità distrettuale di Waterberg
La municipalità distrettuale di Waterberg (in inglese Waterberg District Municipality) è un distretto della provincia del Limpopo e il suo codice di distretto è DC36.
La sede amministrativa e legislativa è la città di Modimolle e il suo territorio si estende su una superficie di 49.518 km².

## Geografia fisica

### Confini
Il distretto municipale di Waterberg confina a est con quelli di Vhembe e Capricon, a sudest con quello di Sekhukhune, a sud con quelli di Nkangala (Mpumalanga), Metsweding (Gauteng) e Bojanala Platinum (Nordovest), a sudovest con quello di Ngaka Modiri Molema (Nordovest) e a ovest e a nord con il Botswana.

### Suddivisione amministrativa
Il distretto è suddiviso in 6 municipalità locali:
- Bela-Bela (LIM366)
- Lephalale (LIM362)
- Modimolle (LIM365)
- Mogalakwena (LIM367)
- Mookgopong (LIM364)
- Thabazimbi (LIM361)